# Król Drozdobrody (film 1984)
Król Drozdobrody (słow. Král Drozdia Brada) – film produkcji czechosłowacko-erefenowskiej, będący adaptacją baśni braci Grimm pt. Król Drozdobrody.

## Obsada[1]
- Adriana Tarábková: księżniczka Anna
- Lukáš Vakulík: książę Michael / król Drozdobrody / żebrak
- Maria Schell: królowa Maria
- Gerhard Olschewski: król Matthäus
- Zita Furková: aktorka / kucharka
- Marián Labuda: Dyrektor
- Bronislav Poloczek
- Ludovít Króner
- Lubomír Kostelka
- Peter Bzdúch: Watch
- Peter Šimun
- František Kovár: Astronom
- Vladimir Cerny
- Daniel Králik
- Milan Fiabane